# Meherrin

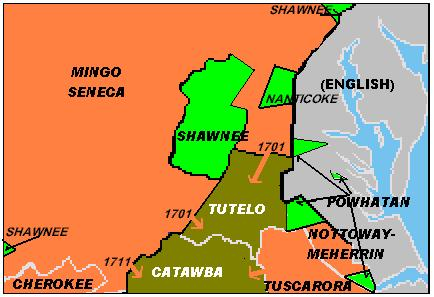
Meherrins och nottoways bosättningsområde år 1700.

Meherrin är ett irokesiskt folk i North Carolina. De är sedan 1986 erkända som en indianstam av staten North Carolina. Det finns inga indianreservat avsatta för dem och de är inte erkända av USA som en indiannation. Meherrin bodde ursprungligen i Virginia men flydde i början av sjuttonhundratalet till North Carolina för att undgå de engelska bosättarnas aggression.